# Sint-Niklaaskerk (Leest)

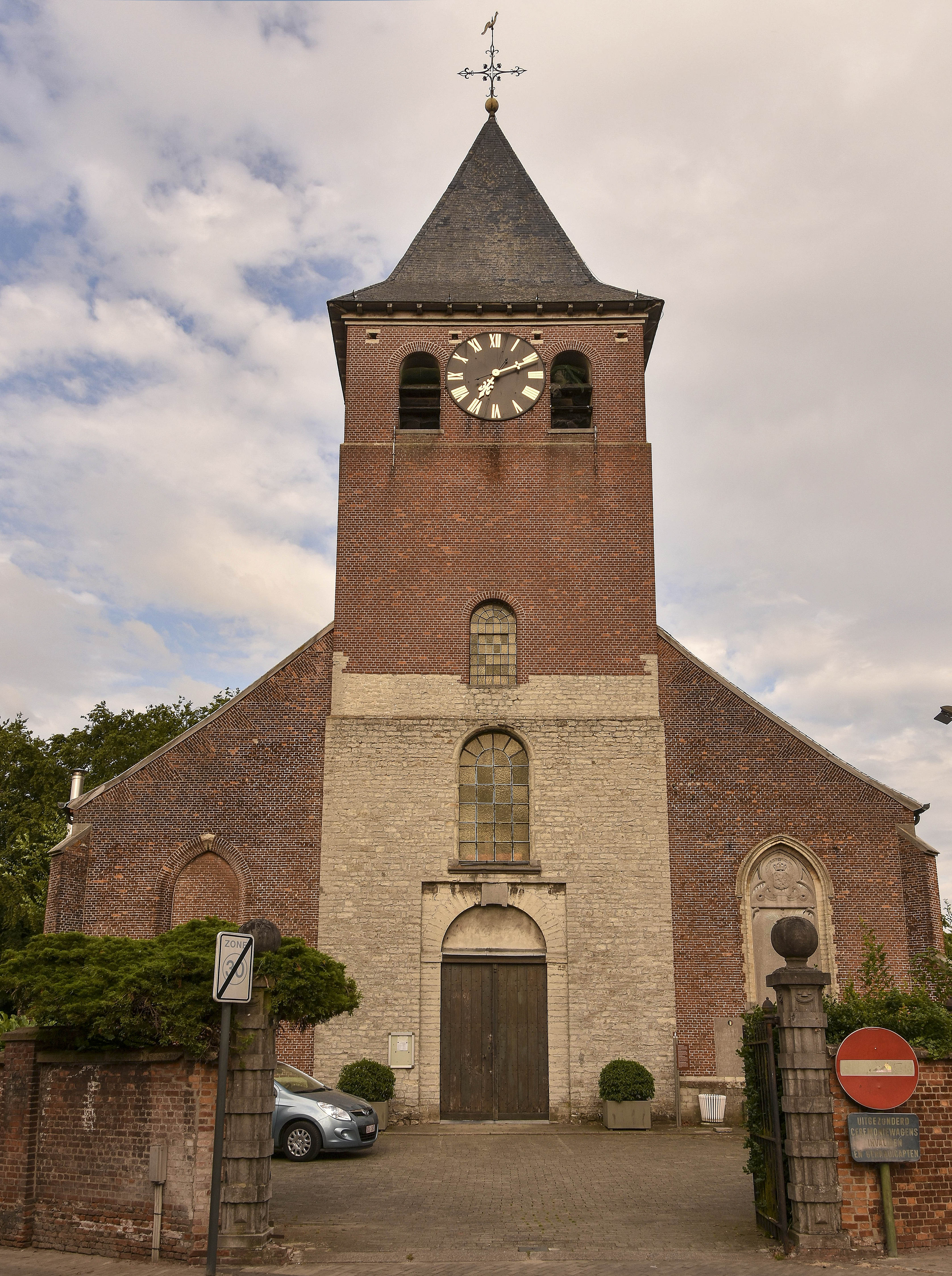
De Sint-Niklaaskerk

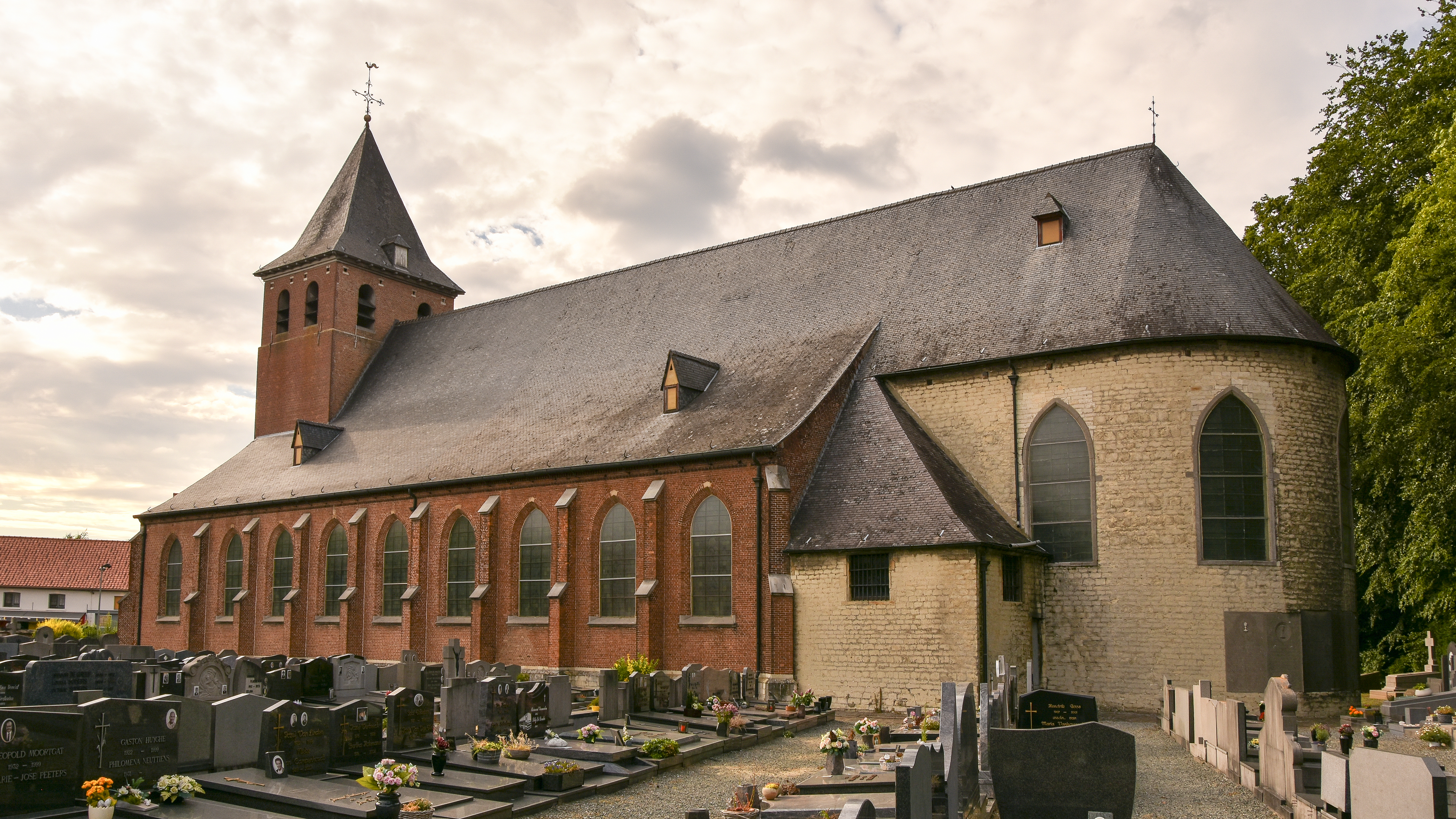
De Sint-Niklaaskerk

De Sint-Niklaaskerk in de Belgische deelgemeente Leest is een kerkgebouw, toegewijd aan Nicolaas van Myra.

## Historiek
Al in de 12e eeuw bestond de parochie met uiteraard een gebedshuis. Het onderste deel van de kerktoren en van het priesterkoor in grijze zandsteen zijn resten van het gebouw in romaanse architectuur waarvan het bouwjaar niet is achterhaald. Zoals zovele andere kerken kent ze een geschiedenis waarbij brandstichting (einde 16e eeuw), vernieling, uitbreiding en heropbouw plaatsvonden. In 1599, na herstelling, zegende bisschop Matthias Hovius ze opnieuw in.
Het venster boven het portaal is later toegevoegd terwijl de toren in 1782 werd hersteld met baksteen en witgekalkt.